# Chiesa di Santa Maria Beltrade (Milano)
La chiesa di Santa Maria Beltrade è una chiesa di Milano, situata nel quartiere di Nolo.

## Storia

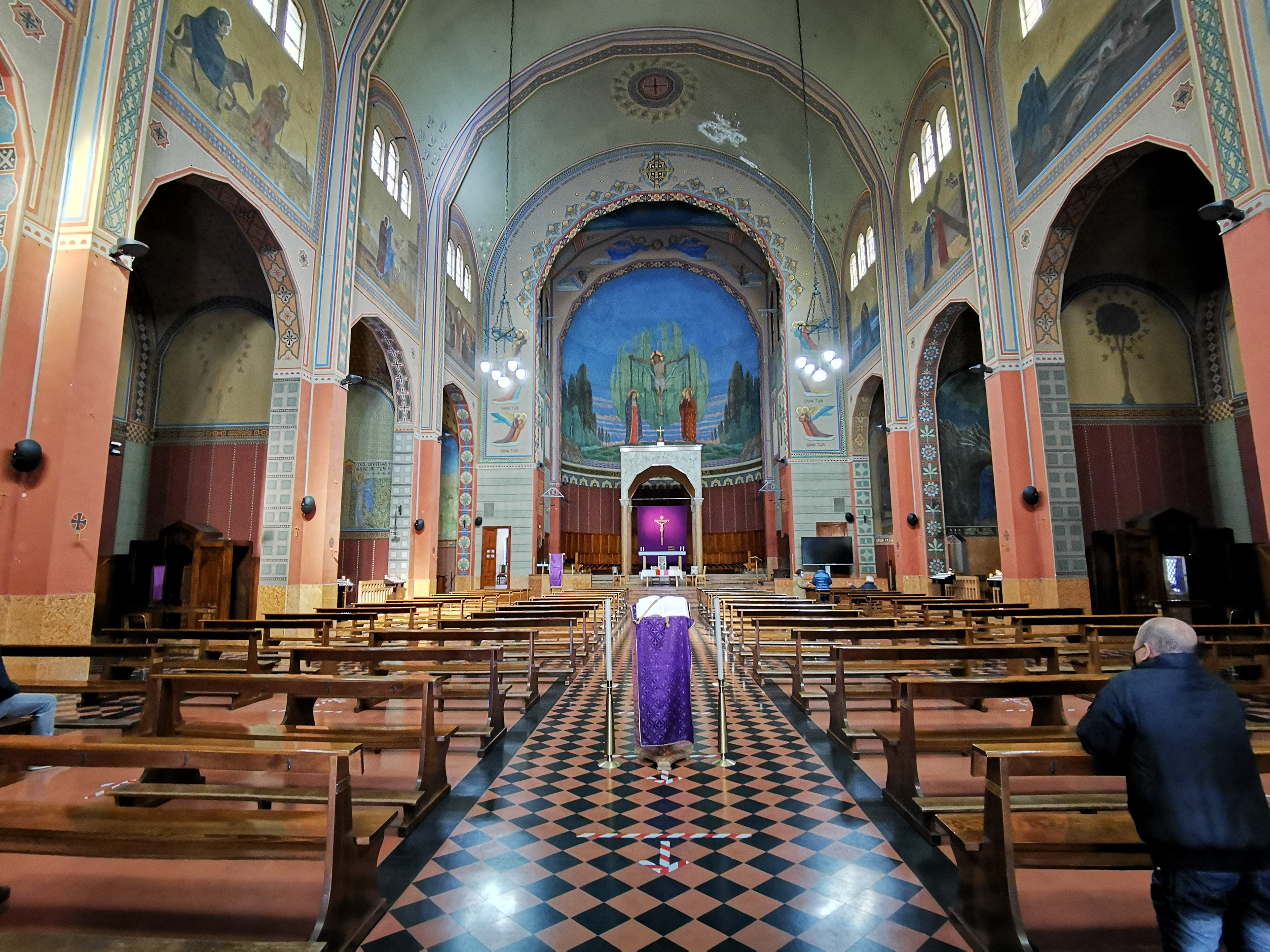
Interno della chiesa

Per scegliere dove edificare la chiesa, inizialmente si era pensato a un terreno lungo viale Monza, poi venne proposto un sito su via Sauli e infine venne trovata un’area sufficientemente ampia su via Oxilia. Nel 1926 la confraternita lasciò definitivamente la Chiesa di Santa Maria Beltrade per trasferirsi tra piazzale Loreto e la stazione di Milano Centrale, nel quartiere appartenuto fino al 1923 al comune di Greco e che in quegli anni si stava popolando. Nel 1927 la nuova chiesa venne consacrata e, con la demolizione della vecchia chiesa, titolo e parrocchia passarono nella chiesa di Nolo.

## Architettura

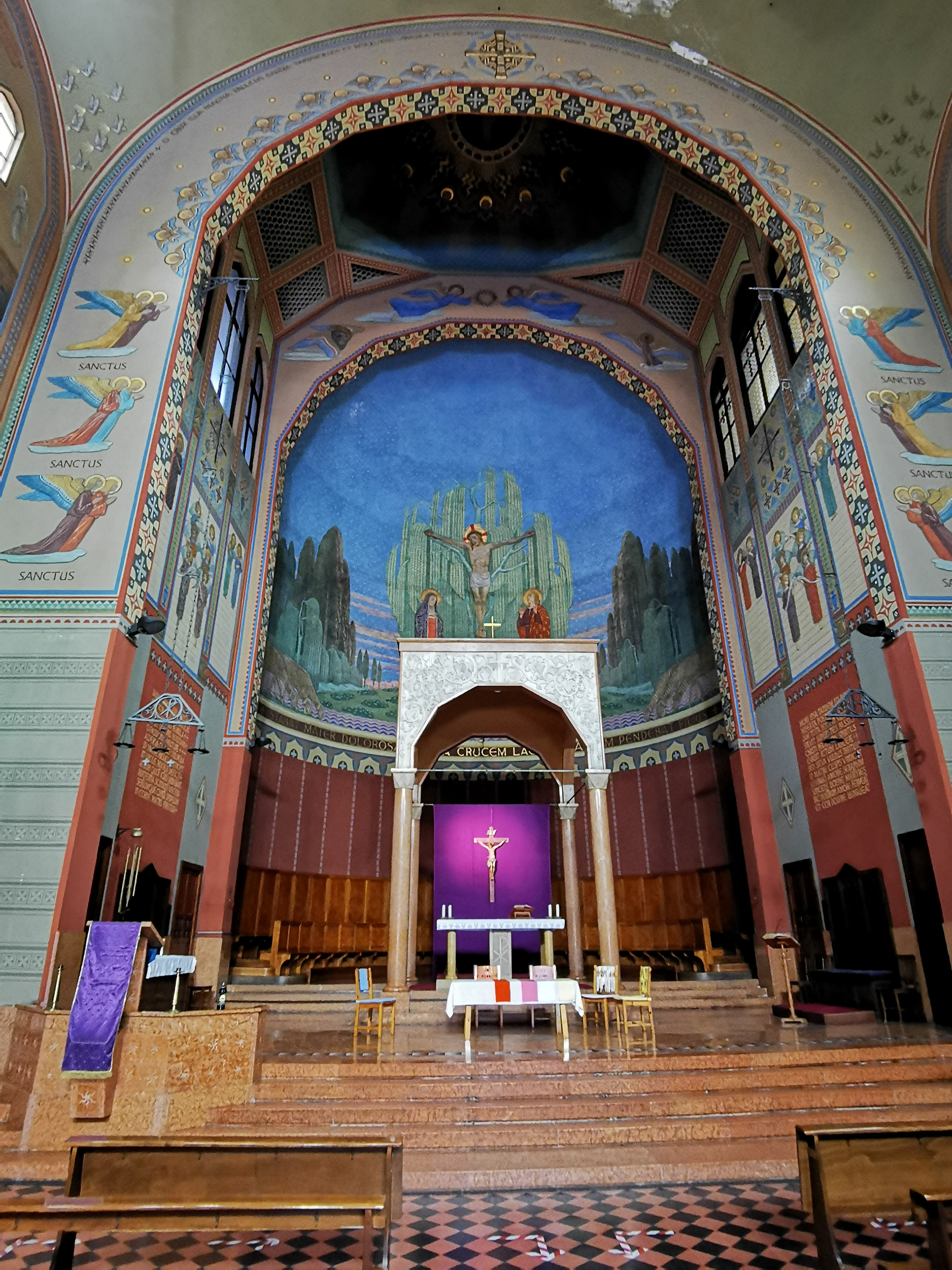
Interno dell'abside

La costruzione di Nolo è stata la prima chiesa progettata dalla Scuola d’Arte “Beato Angelico”, fondata nel 1921 da monsignor Giuseppe Polvara. La chiesa di Santa Maria Beltrade si presenta come un edificio dai gusti art déco nascosti dietro apparenze neoromaniche. Secondo lo stesso fondatore, «Il mistero deve essere rappresentato, deve divenire una “azione” che fa una “presenza”». Delle severe linee art déco si rifanno all’impronta bizantina, con molta attenzione verso il dettaglio e le valenze simboliche degli ornamenti.
La chiesa ha una pianta rettangolare non eccessivamente allungata, con articolazione tra santuario, presbiterio e cappelle. L’architettura della chiesa nasce con l’intento di sviluppare la tradizione lombarda in coerenza con il cemento armato e con le nuove tecniche di costruzione, come si nota dall’impiego della campata modulare, dei mattoni a vista sposati con prefabbricati in cemento, la scarsità di elementi architettonici, il tiburio in funzione di torre campanaria e l’articolazione di cappelle sull’area presbiteriale. Sono in cemento armato tutte le strutture portanti, lasciando le murature nei pannelli liberi dall’ossatura. Esternamente l’aspetto è, nel complesso, neoromanico, scandito da archi segmentati e lesene decorate con forme geometriche di influenza art déco.

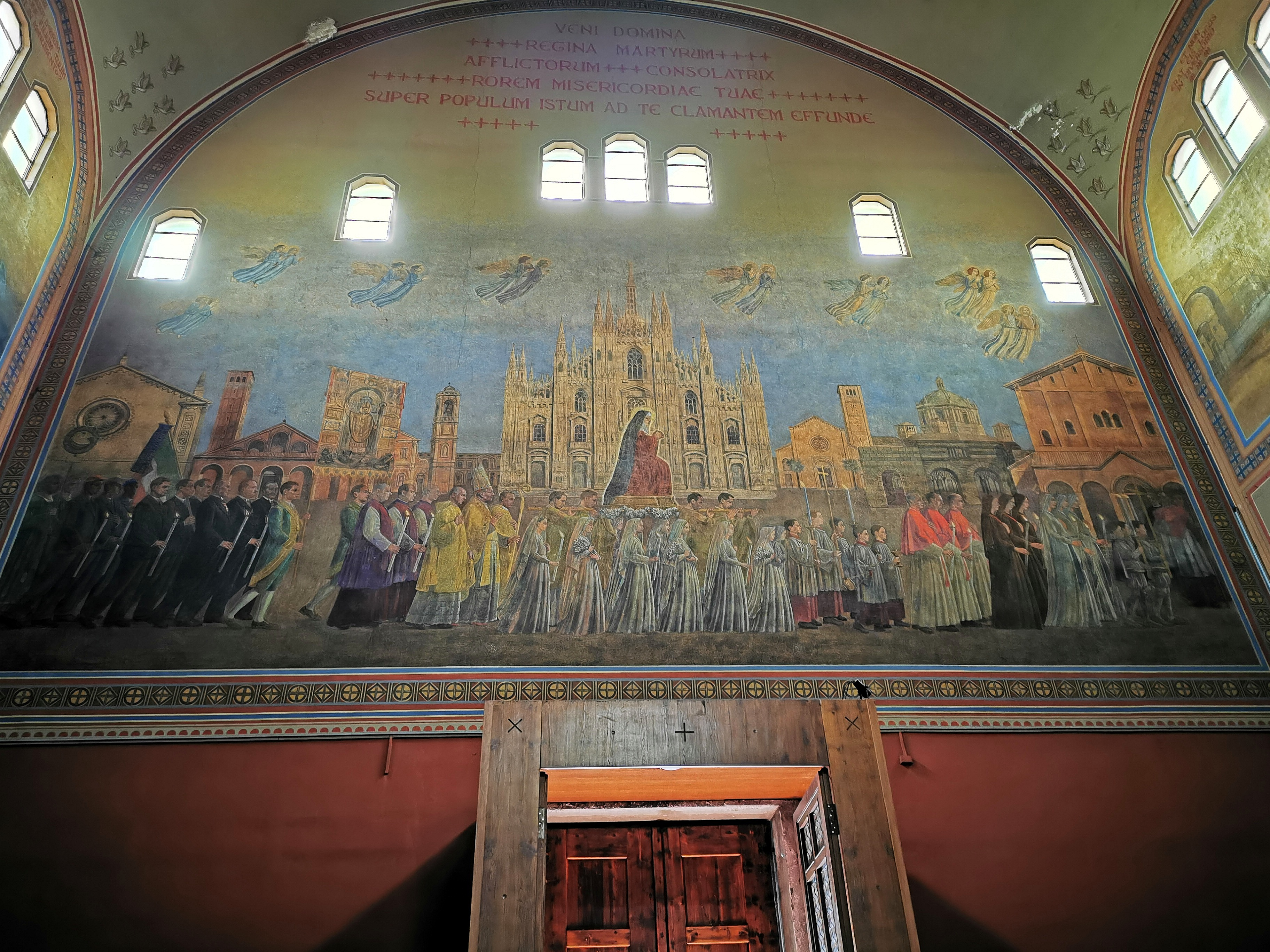
Dipinto sulla controfacciata

L’apertura delle finestre è piuttosto contenuta per lasciare ampi spazi ai cicli pittorici, prevalentemente in tema didattico-liturgico come nelle prime chiese cristiane. Nella decorazione pittorica vanno menzionati, in particolare, Antonio Martinetti, Ernesto Bergagna e Eliodoro Coccoli, artefici, questi ultimi due, di alcuni dei dipinti più riusciti, come quello nel catino absidale. Esso ritrae Gesù inchiodato a un salice piangente, invece che alla croce, ad indicare l’Albero della Vita, dalle cui radici scaturiscono sette fonti (che rappresentano i Sette Sacramenti). Ai piedi di Gesù si trovano Maria e San Giovanni, mentre intorno fiorisce nuova vita. L’accesso all’abside è delimitato da un arco decorato in sintonia con le lesene e con una croce posta al centro. Sulle pareti laterali, al di sopra delle cappelle, è raffigurata la Via Crucis. Nella controfacciata troviamo il dipinto più vasto, ritraente la processione della Candelora con la statua della Madonna Addolorata, il gonfalone di Milano sulla sinistra e, sullo sfondo da sinistra a destra, si vedono la vecchia chiesa di Santa Maria Beltrade, la basilica di Sant'Ambrogio, la basilica di Santo Stefano Maggiore, la chiesa di Santa Maria Annunciata all'Ospedale Maggiore, il duomo, la chiesa di San Celso, la basilica di San Lorenzo e l’attuale chiesa di Santa Maria Beltrade.